# C/2013 P2 (PANSTARRS)
C/2013 P2 (PANSTARRS) — одна з довгоперіодичних комет. Ця комета була відкрита 4 серпня 2013 року; вона мала 20.3m на час відкриття.